# Buse Ünal
Buse Ünal (Ankara, 29 de juliol de 1997) és una jugadora de volleyball turca que juga per Manisa Büyükşehir Belediyespor de Manisa i la selecció nacional turca. Nascuda a Ankara com filla d'una parella d'esportistes, va fer els estudis bàsic i secundaria a Esmirna. En la seva carrera profissional, va jugar per Arkasspor d'Esmirna i İller Bankası d'Ankara també.